# 1781
1781 је била проста година.

## Догађаји

### Јануар
- 1. јануар — Отворен је Гвоздени мост преко реке Северн у Великој Британији, први мост на свету направљен од ливеног гвожђа.
- 2. јануар — Вирџинија је усвојила закон којим се одрекла својих западних територијалних претензија, чиме су створени услови да Мериленд ратификује Чланке Конфедерације.
- 3. јануар — Британске снаге су заузеле холандско карипско острво Свети Еустахије након неколико испаљених хитаца.
- 6. јануар — Британска војска је у бици за Џерзи зауставила последњи француски покушај заузимања Џерзија.
- 17. јануар — Континентална војска под командном бригадног генерала Данијела Моргана је бици код Каупенса поразила британске снаге под командом потпуковника Банастрија Тарлтона.

### Фебруар
- 2. фебруар — Мериленд је као последња од 13 америчких савезних одржава ратификовала Чланке Конфедерације.

### Март
- 13. март — Вилхелм Хершел је открио седму планету Сунчевог система, која је касније названа Уран.
- 15. март — Битка код Гилфорд Кортхауса

### Септембар
- 5. септембар — Француска морнарица је нанела стратешки пораз Британској морнарици у бици у заливу Чесапик.
- 28. септембар — Америчка револуција: Америчке и француске трупе започеле опсаду Британаца код Јорктауна, Вирџинија.

### Октобар
- 19. октобар — Код Јорктауна у Вирџинији, представници британског команданта лорда Корнволиса су предали Корнволисов мач и званично се предали Џорџу Вашингтону и грофу де Рошамбу.

### Непознати датуми
- Цар Јозеф II Хабзбуршки  је објавио патент вјерске толеранције у Хабзбуршкој монархији којим је дао православним Србима право јавног исповедања своје вере.